# Beilschmiedia congolana
Beilschmiedia congolana är en lagerväxtart som beskrevs av Robyns & Wilczek. Beilschmiedia congolana ingår i släktet Beilschmiedia och familjen lagerväxter. Inga underarter finns listade i Catalogue of Life.